# Austrodaphnella
Austrodaphnella là một chi ốc biển, là động vật thân mềm chân bụng sống ở biển trong họ Conidae.

## Các loài
Các loài thuộc chi Austrodaphnella bao gồm:
- Austrodaphnella alcestis (Melvill, 1906)[2]
- Austrodaphnella clathrata Laseron, 1954[3]
- Austrodaphnella torresensis Shuto, 1983[4]
- Austrodaphnella yemenensis Bonfitto et al, 2001[5]